# Barrow/Walney Island Airport
Barrow/Walney Island Airport är en flygplats i Storbritannien.   Den ligger i grevskapet Cumbria och riksdelen England, i den centrala delen av landet, 400 km nordväst om huvudstaden London. Barrow/Walney Island Airport ligger 52 meter över havet. Den ligger på ön Walney Island.
Terrängen runt Barrow/Walney Island Airport är huvudsakligen platt, men åt nordost är den kuperad. Havet är nära Barrow/Walney Island Airport västerut. Närmaste större samhälle är Barrow-in-Furness, 3,2 km sydost om Barrow/Walney Island Airport. 